# Castillo de Comares
El castillo de Comares, también denominado baluarte de la Tahoma o de la Tajoma, son los restos de una fortificación situada en el casco urbano de la localidad malagueña de Comares, España. Cuentan con la protección de la Declaración genérica del Decreto de 22 de abril de 1949, y la Ley 16/1985 sobre el Patrimonio Histórico Español.

## Descripción
El castillo, de época árabe, se encuentra parcialmente destruido y muy enmascarado por construcciones contemporáneas. Únicos testigos de su existencia son dos torres (tahona grande y tahona chica) y fragmentos dispersos de murallas. La utilización de su solar como cementerio urbano ha incidido de forma rotunda en la transformación visual de su recinto, donde eademás existe fuerte erosión eólica. 
Los restos de la torre tienen un zócalo de fábrica de mampuestos con verdugadas de ladrillo, habiéndose perdido totalmente los revestimientos del cuerpo central y de la coronación. Dentro del cementerio se conservó un aljibe en buen estado de conservación. 
En la zonificación realizada se incluye todo el entorno del casco urbano, pues si bien en la zona del cementerio se encuentra el castillo o Hisn primero, con posterioridad a época altomedieval la fortaleza debió extenderse rodeando el casco urbano actual. La falta de investigación, tanto en lo referente al fuentes historiográficas como a datos arqueológicos impiden hacernos una idea exacta de la configuración de la fortaleza en época bajomedieval. Sin embargo, la presencia de lienzos de muralla como el situado junto a la calle Agua o la desaparecida Puerta de Málaga, o de torres como la denominada Tahona Chica, evidencia que el recinto amurallado debió rodear todo el casco urbano moderno, el cual, por otra parte, conserva una traza de tradición islámica.